# ジェミニ6-A号
ジェミニ6-A号 (Gemini 6A) はアメリカ合衆国の有人宇宙飛行であるジェミニ計画で打ち上げられた宇宙船およびその宇宙飛行計画。ジェミニ宇宙船としては7番目のものであり、1965年12月15日に打ち上げられた。

## 概要

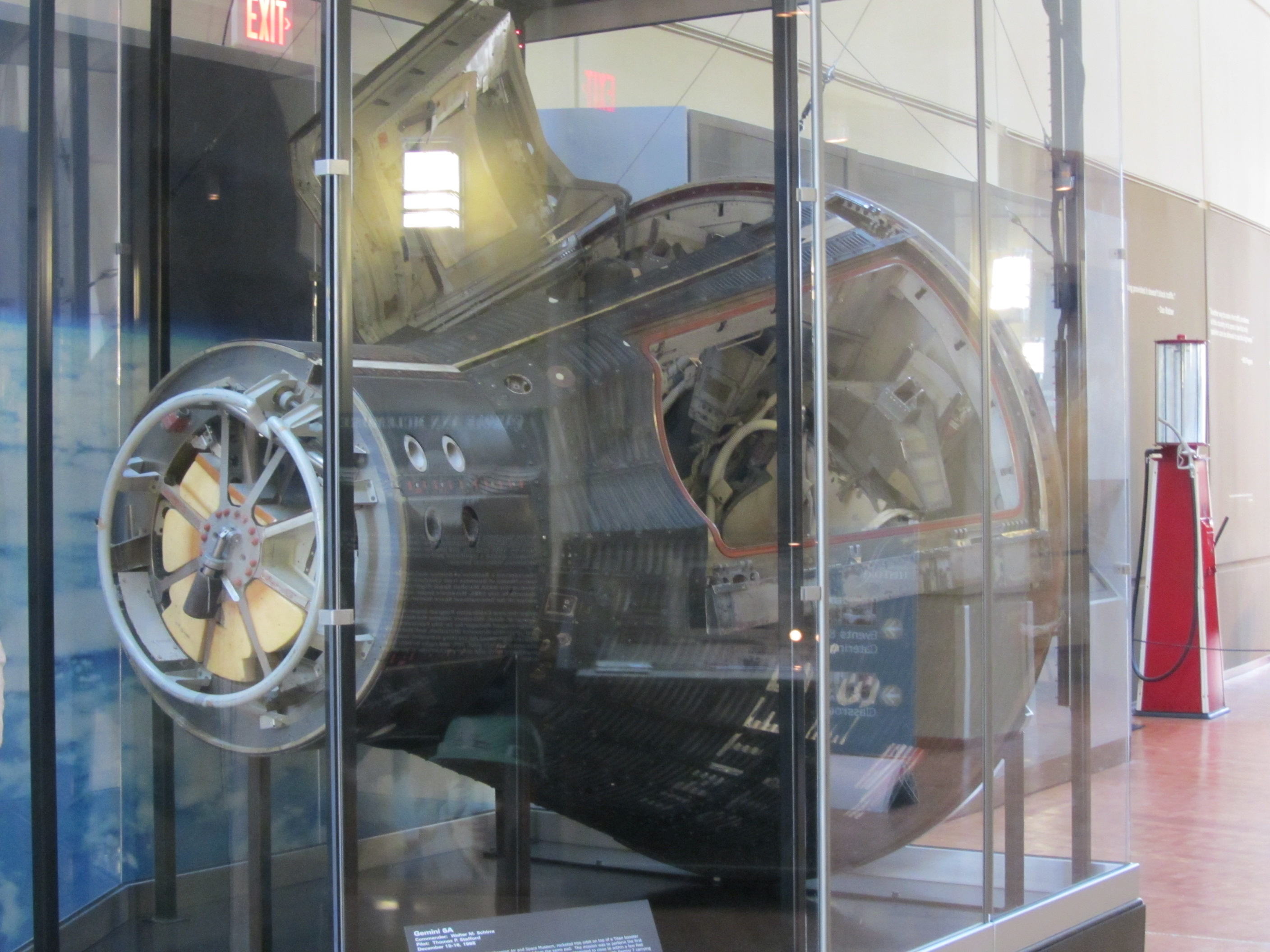
オクラホマ歴史センターに展示されているジェミニ6-A号

ジェミニ6号は、当初計画ではアジェナ標的機との軌道上のランデブーを目的に1965年10月に打ち上げられる計画であった。しかし、ケープカナベラル空軍基地LC-14発射台から10月25日15:00:04 UTCにアトラス・ロケットで打ち上げられたアジェナ標的機は6分後に爆発し、打上げは失敗した。このため、ジェミニ6号は発射準備態勢にあったものの、ランデブー試験は延期された。
ジェミニ6号の計画はジェミニ6-A号に名称が変更され、6-A号とジェミニ7号を同時に軌道飛行させ、7号を対象にランデブー試験を行うことになった。この計画では、ジェミニ7号が軌道飛行中にジェミニ6-A号を打上げ、ランデブーを行なう計画であった。宇宙船を載せ変え、1965年12月4日に先に長期宇宙滞在試験を目的としたジェミニ7号が打ち上げられることになった。ジェミニ7号は1965年12月4日に打ち上げられている。
ジェミニ6-A号の打上げは1965年12月12日に予定された。12月12日の打上げではロケット・エンジン点火に至ったものの、点火1秒後に接続プラグが外れ、コンピュターが異常を感知し、エンジンは停止、打上げは中止された。搭乗員は異常時に射出座席を用いて脱出する手順であったが、ロケット離床を感じなかったため、そのまま座席に留まった。原因究明・対策に72時間が費やされ、再度の打上げは1965年12月15日に行なわれた。13:37:26UTCにケープカナベラル空軍基地LC-19発射台より発射されたジェミニ6-A号は近地点161km遠地点259kmの軌道に投入された。
周回4周目までにジェミニ7号とランデブーする計画であり、打上げ94分後には軌道変更を開始した。ジェミニ7号の方が高軌道にあり、この時点で1,175km前方にあった。ジェミニ6-A号は秒速5mほど加速し、ジェミニ7号へと追い付く運動を開始した。2時間18分後の軌道修正の際は483kmの位置にあり、3時間15分後には434kmまで接近、レーダーでジェミニ7号を捕捉し、近地点270km遠地点274kmの軌道に入った。その後も微修正を繰り返し、打上げから5時間50分ほどで2機の宇宙船は900mほど離れてランデブー飛行に入った。その後、さらに接近し90mから30cmの距離でランデブー飛行しながら約270分（地球3周）飛行している。乗員の休息時間となったため、ランデブーは終了し、衝突回避のため16kmの距離をとっている。
この時、ウォーリー・シラーは隠し持っていった小型のハーモニカでジングルベルを演奏し、周囲を驚かせている。
ジェミニ6-A号は翌日、ジェミニ7号よりも先に大気圏へ再突入し、1965年12月16日15:28:50UTCに大西洋上へ着水している。航空母艦ワスプに回収された。アメリカ国防総省もジェミニ6-A号/7号の支援についており、人員10,125名と航空機125機、艦艇16隻が投入された。
ジェミニ6-A号は、オクラホマ州オクラホマシティのオクラホマ歴史センターにて保管展示されている。

## 搭乗員
- 船長：ウォーリー・シラー
- パイロット：トーマス・スタッフォード

### 予備搭乗員
- 船長：ガス・グリソム
- パイロット：ジョン・ヤング